# Ван (Верхняя Сона)
Ван (фр. Vanne) — коммуна во Франции, находится в регионе Франш-Конте. Департамент — Верхняя Сона. Входит в состав кантона Дампьер-сюр-Салон. Округ коммуны — Везуль.
Код INSEE коммуны — 70520.

## География
Коммуна расположена приблизительно в 300 км к юго-востоку от Парижа, в 45 км севернее Безансона, в 22 км к западу от Везуля.
Вдоль южной границы коммуны протекает река Сона.

## Население
Население коммуны на 2010 год составляло 93 человека.
| 1962 | 1968 | 1975 | 1982 | 1990 | 1999 | 2010 |
| ---- | ---- | ---- | ---- | ---- | ---- | ---- |
| 158  | 174  | 140  | 123  | 105  | 86   | 93   |

## Администрация
| Период | Период | Фамилия           | Партия | Примечания |
| ------ | ------ | ----------------- | ------ | ---------- |
| ?      | 2002   | Марсель Друэ      |        |            |
| 2002   | 2008   | Жан-Луи Люйье     |        |            |
| 2008   | 2009   | Фредерик Лонжерон |        |            |
| 2009   | 2014   | Жоэль Монжен      |        |            |

## Экономика
В 2010 году среди 53 человек трудоспособного возраста (15—64 лет) 35 были экономически активными, 18 — неактивными (показатель активности — 66,0 %, в 1999 году было 60,8 %). Из 35 активных жителей работали 33 человека (20 мужчин и 13 женщин), безработных было 2 (0 мужчин и 2 женщины). Среди 18 неактивных 1 человек был учеником или студентом, 7 — пенсионерами, 10 были неактивными по другим причинам.

## Фотогалерея

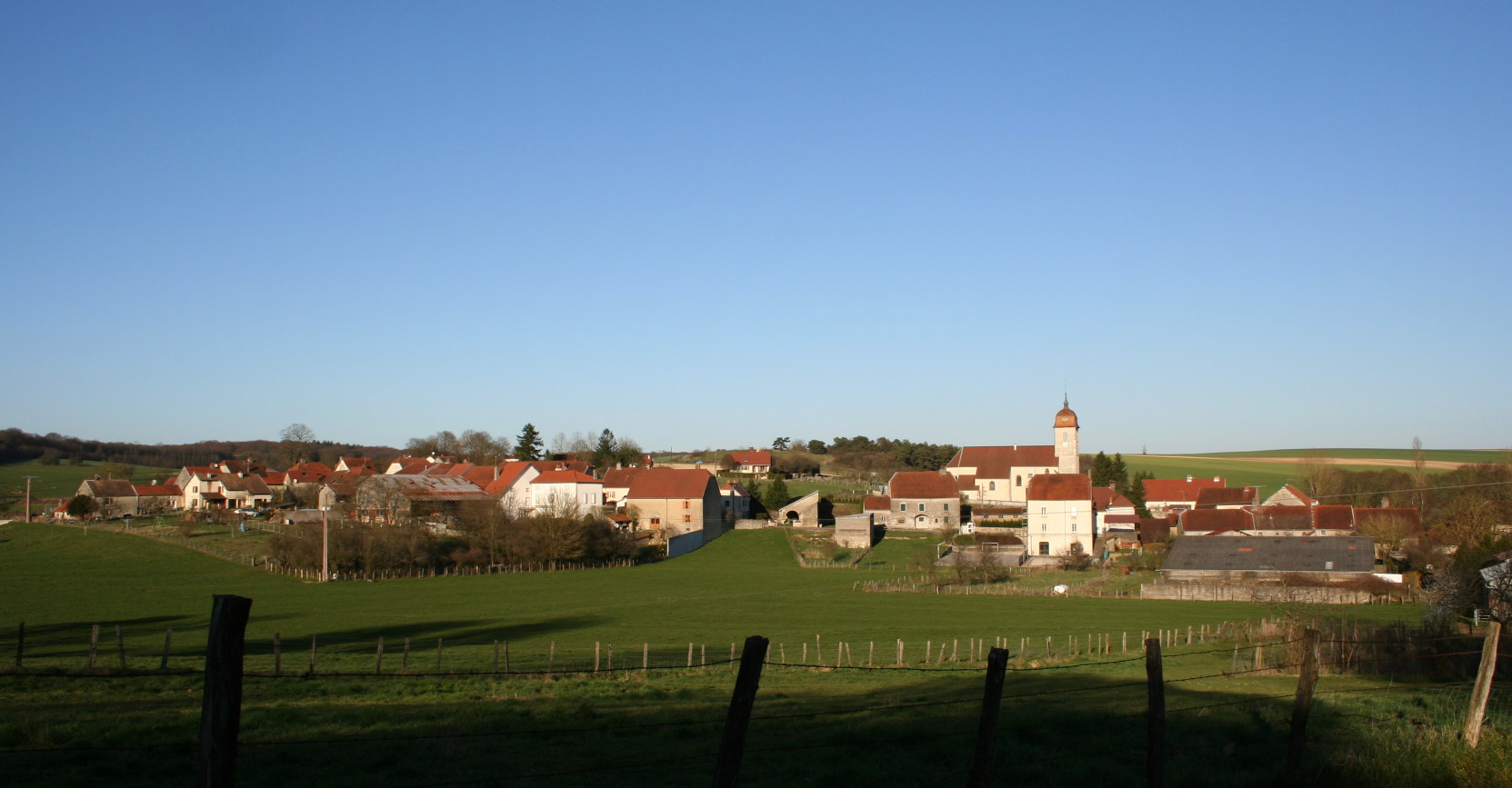
Ван
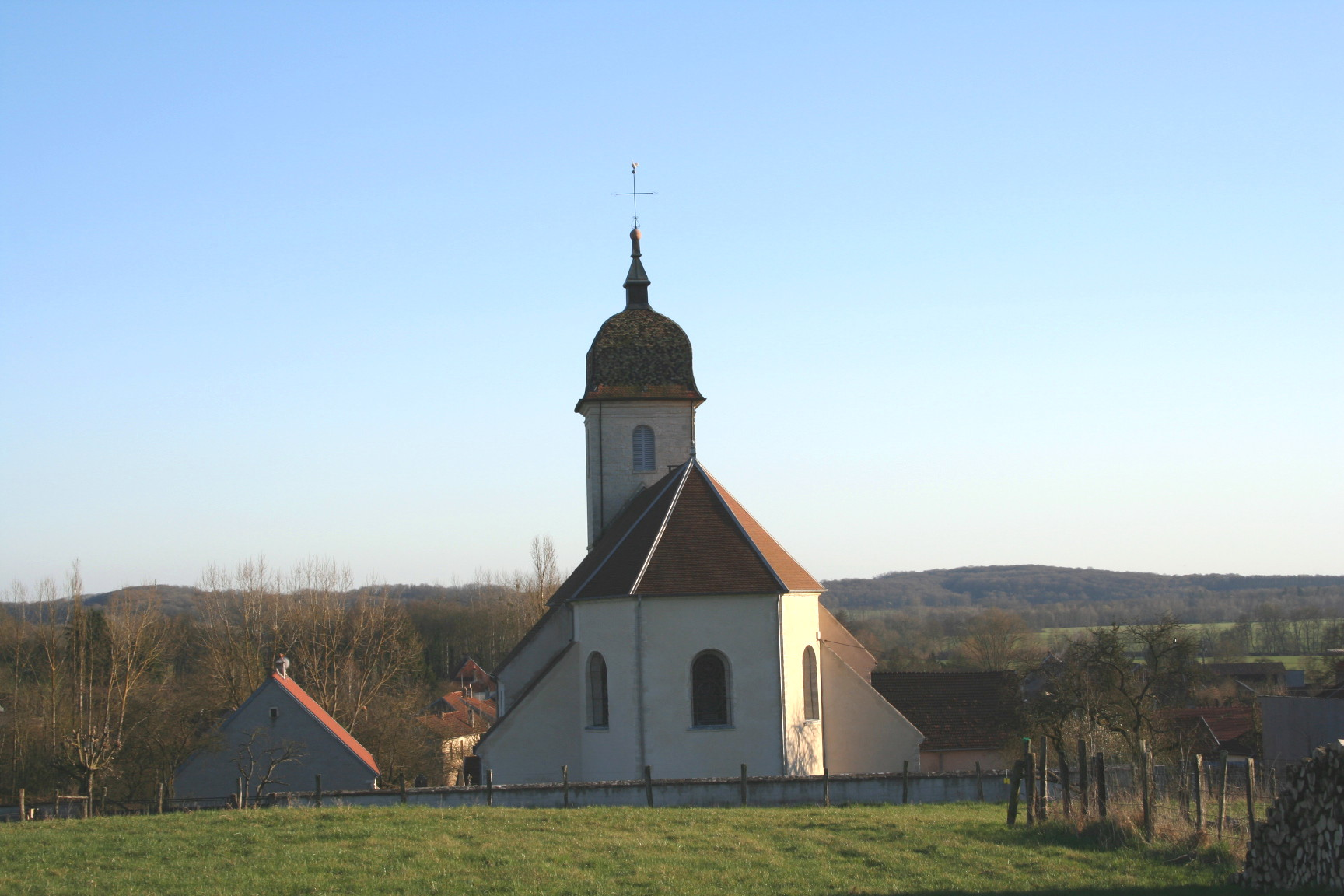
Церковь
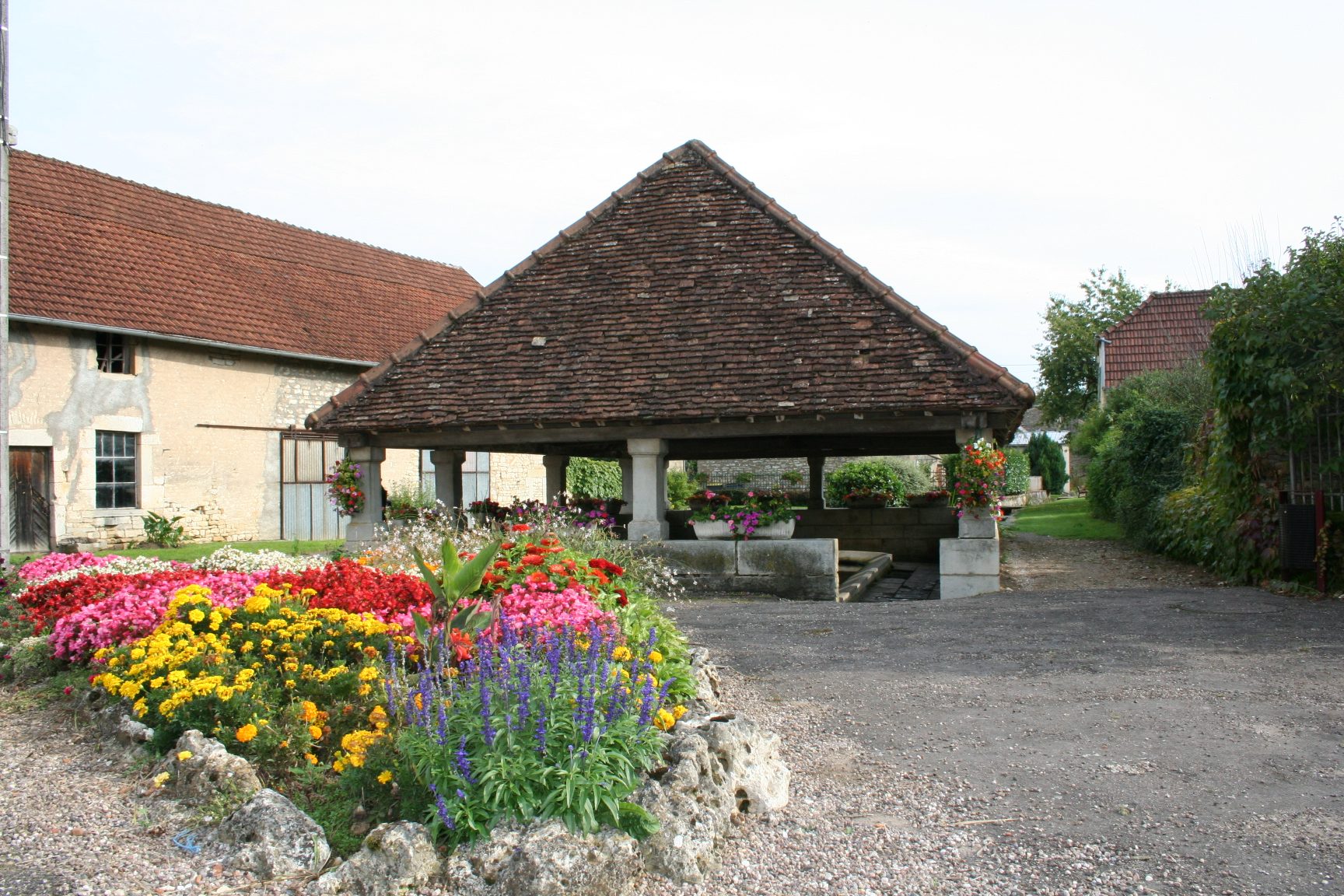
Общественная прачечная
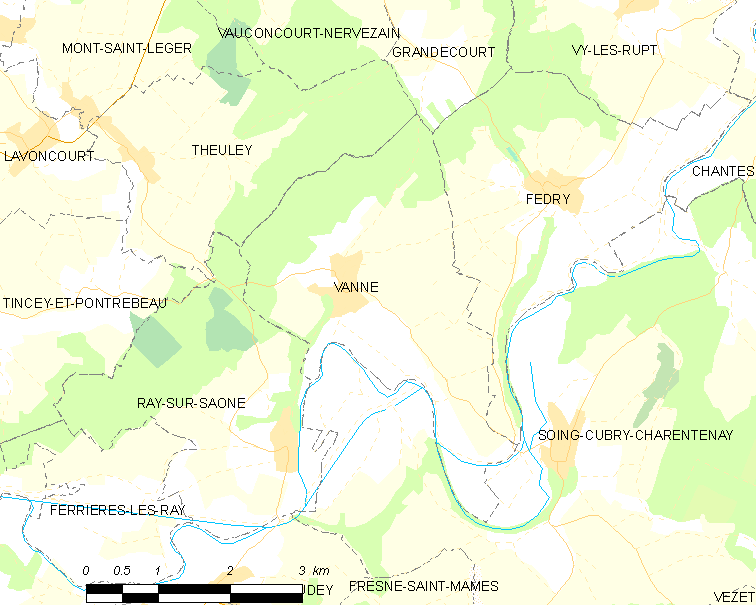
Карта коммуны